# Kurt Gabriel (Architekt, 1873)
Karl Robert Kurt Gabriel, auch Curt Gabriel (* 4. Januar 1873 in Leipzig; † 12. November 1935 in Düsseldorf), war ein deutscher Architekt.

## Leben
Gabriel war ein Sohn des Kaufmanns Robert Gabriel und dessen Ehefrau Anna Gabriel geborene Herbort. Sein Großvater väterlicherseits war der in Ulm tätige Baurat Friedrich Gabriel. Von 1891 bis 1895 besuchte er das Städtische Gymnasium in Greiz. Anschließend studierte er Architektur an der Technischen Hochschule Stuttgart. Nach einer Anstellung in Lausanne (1895–1898) arbeitete er von 1898 bis 1900 im Stadtbauamt Berlin. Nach weiteren Anstellungen in Paris und Bern (1900–1902) bestand er 1902 in Stuttgart das 2. Staatsexamen und wurde zum Regierungsbaumeister (Assessor in der öffentlichen Bauverwaltung) ernannt. Er war danach jedoch nicht im Staatsdienst tätig, führte aber auch später noch den Titel Regierungsbaumeister a. D. Er lebte und arbeitete als selbständiger Architekt in Düsseldorf, wo er auch 1902/1903 als Lehrer kommissarisch die Fachklasse für Architektur an der Kunstgewerbeschule Düsseldorf unter dem Direktorat von Peter Behrens übernahm. Zum Wintersemester 1903/1904, als Behrens den Unterricht der Fachklasse selbst übernahm, beendete er diese Tätigkeit.
Gabriel schuf vor allem Wohnhäuser. Sein Schaffen war den zeitgenössischen Strömungen des Jugendstils und des Heimatstils, der Heimatschutzarchitektur und der Reformarchitektur verpflichtet.
In Düsseldorf wohnte Gabriel im Haus Jägerhofstraße 23 und später im Haus Taubenstraße 18. Er war Mitglied im Bund Deutscher Architekten (BDA), im Architekten- und Ingenieurverein Düsseldorf, im Rheinischen Verein für Denkmalpflege und Heimatschutz und im Künstlerverein „Malkasten“.

## Bauten und Entwürfe

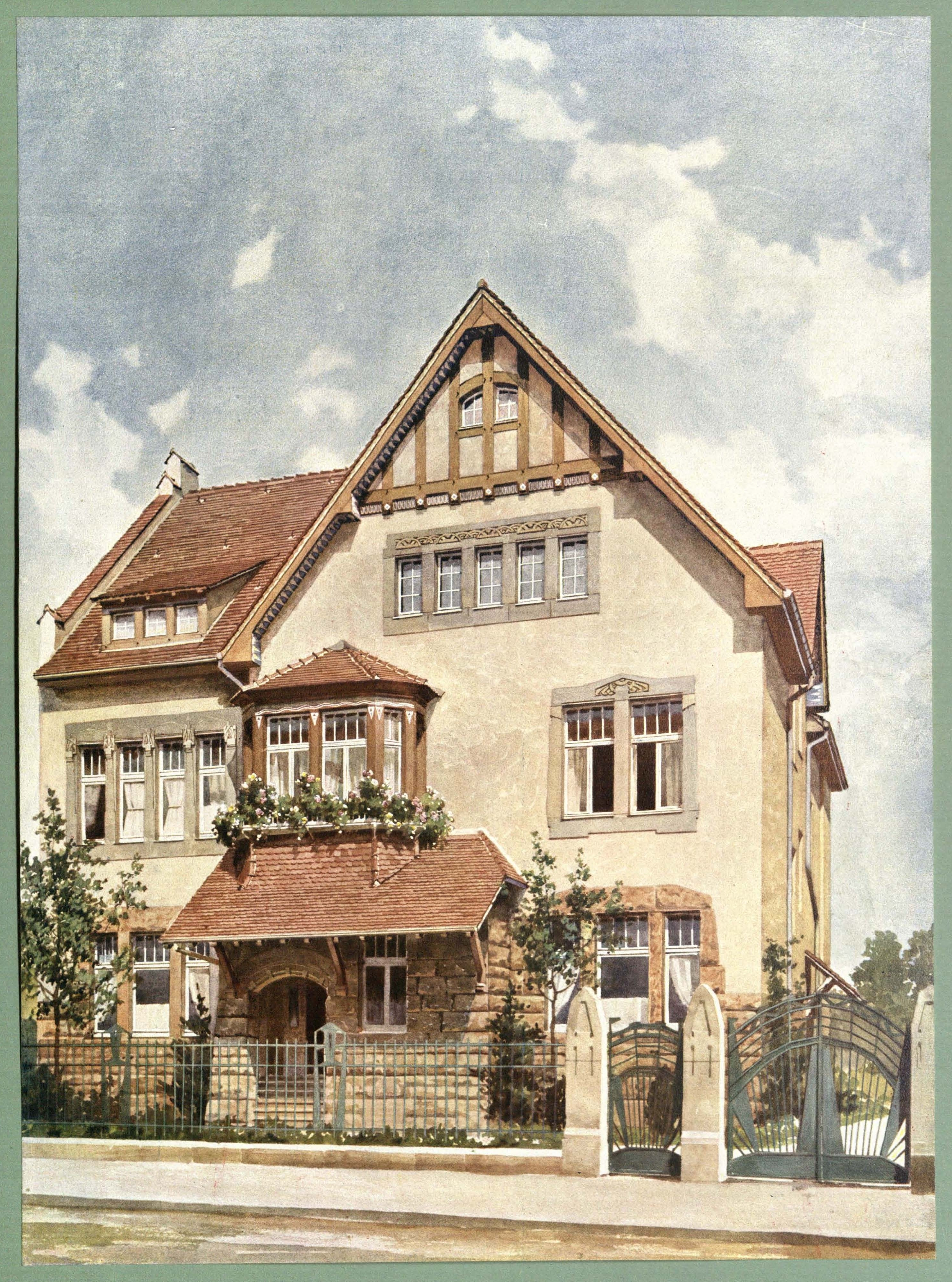
Wohnhaus Ahnfeldstraße 15 in Düsseldorf, um 1905

- 1902: Wettbewerbsentwurf für ein Krematorium in Bremen (prämiert mit dem 2. Preis)[5]
- 1903: Wettbewerbsentwurf für das Aufnahmegebäude des Zentralbahnhofs in Basel (prämiert mit dem 2. Preis)[6][7]
- um 1905: Wohnhaus Ahnfeldstraße 15 in Düsseldorf[8]
- 1909 veröffentlicht: Zeilenwohnhaus für die Rheinische Immobilienbank „Hansa“ AG in Düsseldorf, Graf-Recke-Straße 145 (nicht erhalten)[9]
- 1910: Kriegerdenkmal in Eschweiler (zusammen mit dem Düsseldorfer Bildhauer August Bauer)[10]
- 1911/1912: Wettbewerbsentwurf für einen Generalbebauungsplan „Groß-Düsseldorf“ (gemeinsam mit Hermann Hecker; angekauft)[11]
- 1912: Wettbewerbsentwurf für ein Sparkassengebäude mit Kreismuseum in Geldern (prämiert mit dem 2. Preis)[12][13]
- 1913: Wettbewerbsentwurf für den Neubau der Kunstakademie Düsseldorf (angekauft)[14]
- 1914–1915: Zeilenwohnhaus Schumannstraße 81 in Düsseldorf (später im Inneren zum Mehrfamilienwohnhaus umgebaut, unter Denkmalschutz)[15]
- 1926: Umbau des Herrenhauses Zoppenbrück in Düsseldorf, Grafenberger Allee 343 (später verändert, unter Denkmalschutz)[16]
- 1926: Ausstellungshalle für Nahrungsmittel auf der GeSoLei in Düsseldorf (temporärer Bau)[17]

## Schriften
- mit Richard Bauer und Ignaz Wagner (1854–1917): Der moderne Ausbau. Studien. Hofbuchhandlung Friedrich Wolfrum, Verlagsbuchhandlung für Architektur und Kunstgewerbe, Düsseldorf 1905. (Digitalisat)
- Wohnhäuser. (2 Bände, = Sammlung Göschen, Band #.) Walter de Gruyter & Co., Berlin 1921.